# 連晨翔
連晨翔（1992年1月3日—），台灣男藝人，2014至2017年間為男子團體SpeXial成員。
連晨翔在台北東區服飾店打工時被經紀人發掘。2014年以SpeXial第二期成員出道。2017年1月25日宣布提告解約，2017年2月2日正式退團。加入前滾石唱片副總姚鳳群成立的最佳娛樂，2022年約滿，並另成立羽陽娛樂個人工作室。2023年，加入新經紀公司成人之美公司。

## 音樂作品

### 正規專輯
- 2014年：《Break it down》
- 2015年：《Dangerous》
- 2016年：《Boyz On Fire》

### 迷你專輯
- 2015年：《Love Killah》

### EP
| EP# | EP資料                                                                  | 曲目                                              |
| --- | ----------------------------------------------------------------------- | ------------------------------------------------- |
| 1st | 《CRAZY》 - 發行日期：2019年12月6日 - 語言：國語 - 唱片公司：華納音樂   | 1. You & Me 2. Crazy Love                         |
| 2nd | 《百分百》 - 發行日期：2020年11月27日 - 語言：國語 - 唱片公司：華納音樂 | 1. 百分百男人 2. 走遠了 3. TOO MUCH 4. 不只是朋友 |

### MV演出
| 首播日期       | 歌曲               | 歌手       |
| 2013年9月8日   | 早熟               | 王詩安     |
| 2013年12月17日 | I Remember         | F.I.R.     |
| 2016年9月12日  | 最後的請求         | 獅子合唱團 |
| 2016年12月5日  | 青春無敵           | 信         |
| 2016年12月8日  | 凝視               | 閻奕格     |
| 2021年12月8日  | 閉上眼睛會想起的人 | 家家       |
| 2022年3月24日  | 不想聽見的歌       | 戴愛玲     |
| 2024年12月13日 | 陷洞 SINKHOLE      | FEniX      |
| 2025年7月22日  | 做一個惜情軟心的人 | 蕭煌奇     |

1. ↑  晨翔僅出現於《High 5 制霸青春》戲劇片段。
2. ↑  晨翔僅出現於《High 5 制霸青春》戲劇片段。

## 影視作品

### 電視劇
| 首播日期                      | 戲劇名稱                    | 播放頻道             | 導演                                                      | 角色             | 備註            |
| 2014年                        | HOLD住愛情                  | 騰訊視頻             |                                                           | 壞男人           | 客串第9集       |
| 2014年                        | 麻辣教師GTO 台灣篇          | 八大綜合台           | 今井和久、大塚徹、小松隆志、 白木啓一郎、藤田智弘、飯塚健 | 學生             | 客串            |
| 2014年8月15日                 | 終極X宿舍                   | 八大綜合台           | 鄭德華                                                    | 大戰成員         | 客串第40集      |
| 2014年                        | 恐慌症候群No.3：44做朋友    | YouTube              |                                                           | 連晨翔           | 客串第3集       |
| 2014年11月22日－2015年2月15日 | 終極惡女                    | 八大綜合台           | 柯政銘、翁靖廷                                            | 王查理           | 男主角          |
| 2016年10月15日－2017年1月7日  | High 5 制霸青春             | 八大綜合台           | 林子平                                                    | 詹智凱（詹姆士） |                 |
| 2016年                        | 刺客列傳                    | 搜狐                 | 趙世堯                                                    | 裘振             | 客串第1、2、8集 |
| 2018年3月21日－4月5日         | 以你為名的青春              | 愛奇藝               | 許佩珊、賴孟傑                                            | 杜亞修           | 男主角          |
| 2019年10月6日                 | 通靈少女2                   | 公共電視台、HBO Asia | 劉彥甫                                                    | 王子傑           | 客串            |
| 2019年11月17日                | 想見你                      | 中視、衛視中文台     | 黃天仁                                                    | 阿哲             | 客串            |
| 2020年6月7日－10月18日        | 浪漫輸給你                  | 台視、三立都會台     | 郝心翔                                                    | 端木青風陳青     | 男配角          |
| 2020年11月3日                 | 燕雲台                      | 北京衛視             | 蒋家骏                                                    | 耶律只沒         | 男配角          |
| 2022年8月29日                 | 門當互懟愛上你              | 華視、三立都會台     | 蔡東文、劉建律                                            | 李宇軒           | 男主角          |
| 2022年9月28日                 | 台北女子圖鑑                | Disney+              | 李芸嬋                                                    | 小羅             | 客串            |
| 2025年6月8日                  | 拜六禮拜                    | 華視、公視台語台     | 杜政哲                                                    | 楊家豪           | 男主角          |
| 2025年                        | 舊金山美容院                | TVBS歡樂台           | 杜政哲                                                    | 江之浩           | 男主角          |
| 2026年                        | 就算一個人也可以好好的吃飯2 | 公視+                | 鄭志良、查迪奇                                            | 葛利路           | 男主角          |

### 電影
| 上映日期       | 電影名稱         | 導演   | 角色   | 備註   |
| 2021年12月24日 | 一杯熱奶茶的等待 | 詹馥華 | 黃子捷 | 男主角 |

### 電視刊物
| 發行日         | 出版社   | 書名                           |
| 2014年11月15日 | 水靈文創 | 終極惡女 人物誌                |
| 2014年12月23日 | 水靈文創 | 終極惡女 故事寫真              |
| 2015年1月26日  | 水靈文創 | 終極惡女 決戰銅時空筆記書      |
| 2016年1月12日  | 三采文化 | 終極時空：時空旅人AR經典珍藏組 |
| 2016年12月8日  | 台灣角川 | High5制霸青春 熱血寫真本       |

## 公益活動/時尚周
- 2023  台北時裝周秀10/14

## 綜藝節目
| 首播日期                       | 首播頻道                     | 名稱                 | 性質         |
| ------------------------------ | ---------------------------- | -------------------- | ------------ |
| 2020年11月14日至11月21日       | 東森綜合台                   | 《我们练爱吧》第一季 |              |
| 2023年2月11日至2月25日         | 中視、三立都會台             | 《綜藝玩很大》       | 日本沖繩     |
| 2023年4月15日至4月29日         | 中視、三立都會台             | 《綜藝玩很大》       | 菲律賓宿霧   |
| 2025年6月21日、6月28日、7月5日 | 華視主頻、東森綜合、東森超視 | 《花甲少年去旅行》   | 日本桃園新竹 |

## 外部連結
- 晨翔 Simon的Facebook專頁
- 連晨翔©Simon的Instagram帳戶
- 晨翔Simon的新浪微博